# Tâm thiện chân kinh
Tâm thiện chân kinh là một thư tịch cổ của Việt Nam, xuất bản năm 1908 tại Hà Đông, Hà Nội. Trên thư tịch ghi nơi xuất bản là Tam Thánh từ tàng bản. Thư tịch gồm 55 trang Nội dung gồm 69 bài giáng thị, dụ, thi, ngâm, văn, ca của các bận tiên thiên, thánh thần nhằm khuyên răn người đời tu nhân tính đức, làm việc thiện.